# 最後のサムライ ザ・チャレンジ
『最後のサムライ ザ・チャレンジ』（THE CHALLENGE）は、1982年制作のアクション映画である。監督はジョン・フランケンハイマー。三船敏郎、宮口精二、稲葉義男と『七人の侍』で主演級を演じた3人が出演している。
後の『RONIN』でも赤穂浪士を引き合いに出したりで日本好きを披露することになる、日本を舞台にしたジョン・フランケンハイマーのアクション映画。
日本未公開だが、1987年9月21日にビデオが発売され、後に2016年9月21日にカナザワ映画祭2016で上映された。
無名時代のスティーヴン・セガールが武術指導として参加している。

## あらすじ
L.A.から京都へ、車椅子の日本人から曰く付きの日本刀を運ぶ仕事を引き受けたボクサーのリック。不審に思いつつも結局引き受けるが、京都の空港に着いたとたんヤクザのような男たちに拐われ、車椅子の日本人は無惨に殺され、刀も奪われてしまう。このことから、ある因縁によって関係を絶った兄弟の争いに巻き込まれてゆく。

## 登場人物
- リック - スコット・グレン
- 吉田 - 三船敏郎
- ヒデオ（吉田弟） - 中村敦夫
- アキコ - ドナ・ケイ・ベンズ
- 吉田の父 - 島田正吾
- 安藤 - カルヴィン・ファン
- 師範 - 稲葉義男
- 老師 - 宮口精二
- ゴウ - クライド・クサツ
- トシロウ - サブ・シモノ
- ジロウ - 深作健太
- ボクサー - 亀田昭雄